# HD 152010
HD 152010 är en ensam stjärna belägen i den norra delen av stjärnbilden Paradisfågeln. Den har en skenbar magnitud av ca 6,46 och kräver åtminstone en handkikare för att kunna observeras. Baserat på parallaxmätning inom Hipparcosuppdraget på ca 3,2 mas, beräknas den befinna sig på ett avstånd på ca 1 000 ljusår (ca 310 parsek) från solen. Den rör sig närmare solen med en heliocentrisk radialhastighet på ca -15 km/s.

## Egenskaper
HD 152010 är en vit till blå underjättestjärna av spektralklass A5 IV/V. Den har en radie som är ca 9 solradier och har ca 188 gånger solens utstrålning av energi från dess fotosfär vid en effektiv temperatur av ca 7 000 K.